# Gianin Conrad

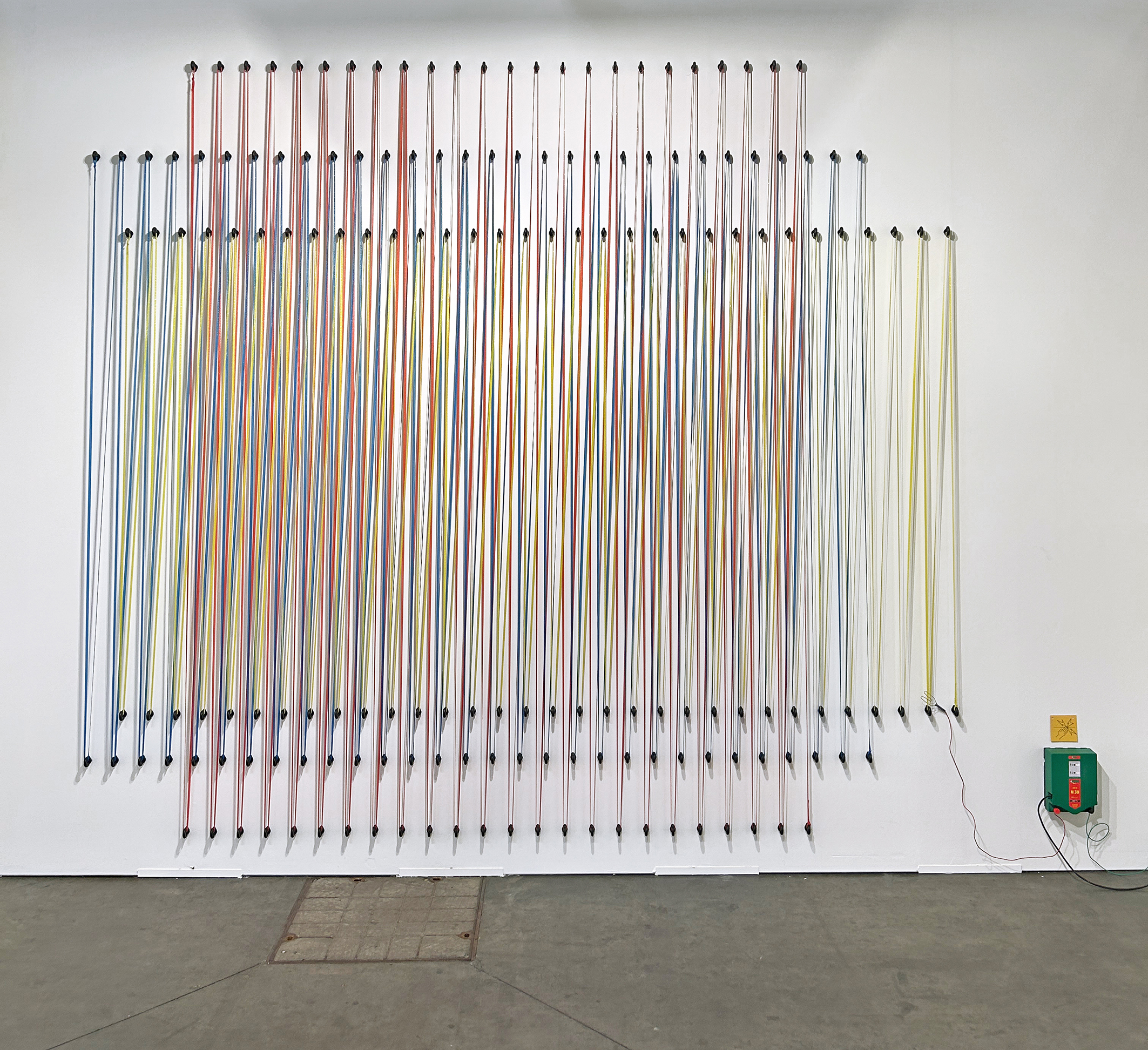
Just an ocean of impulses, Weidezaunband unter elektrischer Spannung

Gianin Conrad (* 1. Februar 1979 in Chur) ist ein Schweizer bildender Künstler im Bereich der Plastik, Installation und Performance.

## Studium
Gianin Conrad ist in Chur geboren und aufgewachsen. Er lebt und arbeitet in Zürich, Chur und Domat/Ems. 1995–1999 Ausbildung als Steinbildhauer in Chur. 2001–2002 Vorkurs an der Hochschule für Gestaltung und Kunst, Zürich. 2002–2006 Studium der Bildenden Kunst an der Hochschule für Gestaltung und Kunst, Zürich. 2005–2006 Studienaustausch an der Universität der Künste (UdK), Berlin, in der Klasse von Christiane Möbus. 2010 Master of Arts in Art in Public Spheres an der Hochschule Luzern. 2012 Master of Fine Arts, FHNW an der Hochschule für Gestaltung und Kunst in Basel. Noch während des Studiums erhält Gianin Conrad Förderpreise – etwa von der Stadt Chur und vom Kanton Graubünden sowie mehrere Werkbeiträge. Ab 2009 werden regelmässig Atelierstipendien an ihn vergeben: unter anderem durch die Kantone St. Gallen und Graubünden. Seit 2006 Ausstellungen im In- und Ausland. Einzelausstellungen unter anderem in der Kunsthalle Winterthur, in der Kunsthalle Wil, im Kunstraum LLLLLL, Wien, und im Engländerbau Vaduz.
Gianin Conrad arbeitet in verschiedenen Medien. Sein Werk umfasst Skulptur, Plastik, Installation und Performance. Den gelernten Steinbildhauer beschäftigen immer wieder grundlegende Themen seiner Disziplin: Raum, Form und dessen Negativ, die Hohlform, wobei im Zentrum immer die Frage nach den Möglichkeiten der heutigen Plastik steht. Die Geschichte der Plastik und die damit einhergehende Auseinandersetzung mit der menschlichen Gestalt sind dabei wichtige Bezugspunkte. Als Beispiel dient die Arbeit Liegende von 2015, die aus einem Gebilde aus rosa bemalten, zusammengezimmerten Ästen besteht. Zentral in Gianin Conrads künstlerischem Schaffen ist zudem die Beschäftigung mit dem Material: Nebst gestalterischer Charakteristika interessiert ihn dabei insbesondere der philosophische Aspekt der Beziehung von Material- und Kunstwert sowie deren gesellschaftliche Bewertung. Immer wieder verwendet er vorgefundene Materialien, die er in verändertem Kontext präsentiert: Beispiele sind die aus verschiedenfarbigen, unterschiedlich grossen Zollstock-Stücken gefertigten Reliefs, die der Antike und dem Ursprung der abendländischen Kultur die Reverenz erweisen (Götterdämmerung, 2013) oder das Werk AusSicht von 2014 mit den bunten, unter Strom stehenden Elektrozaun-Bändern, die gebündelt auf einer alpinen Hotelterrasse angebracht sind. Die Wahrnehmung der Betrachtenden changiert zwischen beglückendem Panorama und dem Erkennen, dass sämtliche Eindrücke nur elektrische Impulse in unserem Gehirn sind.
Mit der Werkinstallation Urklumpen, die 2015 in der Kunsthalle Winterthur zu sehen war, erweitert Gianin Conrad sein Formenrepertoire. Mit der Aufforderung an das Publikum, den riesigen Tonklumpen regelmässig zu befeuchten, beteiligt er die Besucher am Werkprozess. Interaktive Elemente prägen auch die Installation playing the game 2018 in der Kunsthalle Wil. Ein surreales Setting empfängt die Besucher: eine Wohnzimmersituation, definiert durch einen sich über Wand und Boden ergiessenden Teppich und ‹möbliert› mit vermeintlichen Sitzgelegenheiten, bestehend aus gebranntem und bemaltem Ton in Form überdimensionaler Icons, die von der grafischen Benutzeroberfläche am Computer bekannt sind, zum Beispiel ein Cursor, ein Papierkorb, ein On-Off-Schalter oder das Ordner-Symbol. Die Anwesenden sind eingeladen, mit Rackets und Geldscheinen bestückten Federbällchen über das quer im Raum hängende Netz Badminton zu spielen. Mit Leichtigkeit gelingt es Gianin Conrad, in solchen Inszenierungen aktuelle gesellschafts- und sozialpolitische Fragen wie beispielsweise das Finanzjonglieren in Wirtschaft und Sport anzusprechen.
In seinen Arbeiten finden sich nebst zeitgeschichtlichen Bezügen auch vielfältige Verweise auf die Ideengeschichte. Für ihn prägend war beispielsweise Platons Höhlengleichnis. Es geht Conrad jedoch nicht um eine bildhaft konkrete Abbildung dieser Metapher über fehlende Erkenntnis und die Vorzüge von Bildung – vielmehr steht Platons theoretischer Grundgedanke für die verschiedenen Wirklichkeitswahrnehmungen und das Nachdenken darüber, wo innerhalb dieser Seins-Ebenen wir uns befinden.
Claudia Reeb, 2019, SIKART

## Ausstellungen

### Einzelausstellungen (Auswahl)
- 2022: «Dere Bildhauer» Kunstraum Redaktion, Luzern
- 2022: «C-Vision» Cularta, Laax
- 2021: «Beta-Vision»Galerie Base-Alpha, Antwerpen
- 2021: «Sporty Animal» Oxyd Kunsträume. Two man show mit Sebastian Utzni
- 2020: «Götterdämmerung» Galeria Fravi, Domat/Ems
- 2020: «Omnium rerum mensura est» mit Aldo Mozzini, Galerie Sam Scherrer, Zürich
- 2019: «Cognitio Humana» Galerie Löwen, Chur
- 2019: «Hortus Cognitionis Tangentis» balzer projects, Basel
- 2019: «Grenzland» Notgalerie Wien
- 2019: «nur ein Oezan aus Impulsen» Kunstraum Engländerbau, Vaduz
- 2018: «Zwinger» Kunstraum LLLLLL, Wien
- 2018: «Platforms» art fair Athens, mit Dienstgebäude Zürich
- 2018: Lokal 14 Kunstraum Zürich, mit Sebastian Utzni
- 2018: «Platforms», art fair Athen, mit Dienstgebäude Zürich
- 2018: «playing the game», Kunsthalle Wil
- 2017: «Sehkonstrukt», Galerie Sam Scherrer, Zürich
- 2016: «the solo project», contemporary art fair Basel,
- 2015: «Kunst 15», Zürich, Förderstand
- 2015: «Usum», Kunsthalle Winterthur
- 2015: «backstage», Galerie Sam Scherrer, Zürich
- 2014: Stalla Madulain, Engadin
- 2014: GalerieZ / Kunsthandel Vonlanthen, Chur
- 2013: Lokal-int, Raum für Zeitgenössische Kunst, Biel
- 2012: «TaxiTaxi» 14h-Performance während des langen Samstags, Bündner Kunstmuseum Chur

### Gruppenausstellungen (Auswahl)
- 2022: «farewell-welcome» Château Hornegg au Lac, Zürich
- 2022: «Irgendwo in den Bergen, Reflecting Paintings» Scala Trun
- 2022: «Nature On Off» Ausstellungsraum Eulengasse, Frankfurt am Main
- 2021: «Immer Luft dazwischen – Skulpturen und Objekte im Dialog» Galerie Solcà, Chur
- 2021: «Grosse Regionale» Kunst(zeug)haus, Rapperswil-Jona
- 2021: «Überblick» Dezemberausstellung Kunstmuseum Winterthur
- 2021: «the perfect match» Galerie Kriens
- 2021: «Hobelwerk» Ausstellung der Künstlergruppe Winterthur mit Gastkurator Viktor Giacobbo
- 2020: «in transition» Winterthur Sennhof
- 2020: «Kunst entsteht» Projektreihe im Vögele Kulturzentrum in Pfäffikon
- 2020: «You, Art!» Galerie Löwen, Chur
- 2019: «Überblick» Dezemberausstellung Kunstmuseum Winterthur
- 2019: Jahresausstellung Bündner Kunstmuseum, Chur
- 2019: «Selbstverklumpung» Kunstraum Luke, Zürich
- 2019: parallel vienna, mit Notgalerie Wien
- 2019: «Gepäckausgabe» blind date mit Claudine Ulrich, Gepackausgabe Glarus
- 2019: «expansion of consequences» Enia Gallery, Athen
- 2018: Jahresausstellung Bündner Kunstmuseum
- 2018: «Das Profil des Künstlers» Galerie Löwen, Chur
- 2018: «the language of man» Knoerle & Baettig contemporary fine art Winterthur, www.knoerle-baettig.com.
- 2017: «Überblick» Dezemberausstellung Kunstmuseum Winterthur
- 2017: «Polygon» Galerie Löwen, Chur
- 2016: «Archiv-80 Jahre Bündner Kunst», Bündner Kunstmuseum, Chur
- 2016: «Grosse Regionale», KunstZeugHaus, Rapperswil-Jona
- 2016: «Grosse Mythen-kleine Mythen», Oxyd Kunsträume, Winterthur
- 2015: «Doppelpass» Galerie Luciano Fasciati, Chur
- 2015: «Vatikan, Tanz und alte Tapeten», Neuwiesenhof, Winterthur
- 2014: «Jetzt Kunst N°4», Schweizerische Skulpturenausstellung, Marzili Bern
- 2012: «Catch of the Year 2012», Dienstgebäude Zürich
- 2012: «Kunst sieht Architektur», Galerie Trudelhaus Baden
- 2012: «Trans Form», Kunsthalle Basel

## Ankäufe in Sammlungen
- 2025: Ankauf der Graubündner Kantonalbank
- 2024: Ankauf Patrik Tuytens, Sammlung MeRode, Ronse
- 2024: Ankauf Patrik Tuytens, Sammlung MeRode, Ronse
- 2020: Ankauf der Graubündner Kantonalbank
- 2017: Ankauf der Graubündner Kantonalbank
- 2015: Ankauf des Kantons Zürich
- 2014: Ankauf der Stadt Winterthur
- 2013: Ankauf in die Sammlung des Bündner Baumeisterverbands
- 2011: Ankauf der Stadt Chur, Amt für Kultur
- 2009: Ankauf in die Sammlung Horst Rahe, Hotel Paradies Ftan

## Publikationen
- 2022: «Sporty Animal» Verlag _957 #138, ISSN 2296-3057.
- 2018: Ausstellungsbroschüre Ausstellung «Playing the Game», Kunsthalle Wil. Text: Claudia Reeb.
- 2017: Das Sehkonstrukt, ein Blick des Bildhauers. Verlag Scherrer Communication, ISBN 978-3-033-06211-5.
- 2016: KUNST Graubünden und Lichtenstein. Ausgabe 8, Printmedia Company Chur Verlag, ISBN 978-3-9523366-7-0.
- 2015: Ausstellungsbroschüre Ausstellung «backstage».
- 2014: Der Plastische Moment. Katalog Edition Z, Chur.
- 2013: Räume für Einsteiger. Bündner Jahrbuch – Scala, Tardis Verlag, Chur.

## Projekte
- 2023: «Ballroomproject alpine» belgische Galerien in den Bergen, Trun
- 2021: «Scala Trun» Kunstraum in Trun, Graubünden, Initiator
- 2021: «Hobelwerk» Ausstellungsprojekt der Künstlergruppe Winterthur mit Gastkurator Viktor Giacobbo
- 2020: «Dinner for a Diva» Musiktheater Idee/Regie, Postremise Chur
- 2020: art Safiental, Assistent Curator
- 2019: «KartonAge» Shed Halle, Eisenwerk Frauenfeld
- 2019: «Präludien zum Raum» Performance-Reihe im Engländerbau Vaduz, mit Quirina Lechmann, Sopran, Dimitrios Karaman, Piano, und Silvio Sotirov, Artist
- 2018: «Musik-Pick-Nick» Open Air Musiktheater in drei Akten im Frürstenwald in Chur, Reggie und Ausstattung. Mit Nikolaus Schmid, Urs und Reto Senn, Dimitris Karaman, Quirina Lechmann, Corinne Hardegger, Michelle Danuser
- 2017: «Salon Bruch Stein» Experimenteller Kulturraum an der Schnittstelle von Kunst, Musik und Theater, www.facebook.com/salonbruchstein
- 2016: «100 Jahre Künstlergruppe Winterthur» Sulserhalle 1020 in Winterthur, Kuration und Aufbau
- 2014: «Aus dem Off» Off-Space Projekt in Winterthur
- 2014: «Notlösung» Stadttheater Chur, Ausstattung/Bühnenbild
- 2012: «Fernwärme» guerilla of space, www.fernwaermen.ch
- 2011: «Betreibungsamt» Ausstellungsprojekt in den Schaufenstern des Betreibungsamts Dübendorf
- 2006: «Salon & Vitrine» Ausstellungsprojekt in Chur
- 2003: «K.E.B.» Kunst auf der alten Kunsteisbahn in Chur

## Kunst und Bau
- 2019: «verdichten» Wandgestaltung im Neubau Bavurtga in Bodaduz, Büro Giubbini Architekten
- 2018: «guarda»1.Platz Wettbewerb Kreisel Engadinstrasse, Anschluss Guarda
- 2017: «Schulhaus Klosters» Kunst am Bau Wettbewerb der Gemeinde Klosters-Serneus, Finalrunde
- 2016: «Kunst im B12» JCI Graubünden, Wettbewerb im Bereich Innenarchitektur. Projekt „Spion“ realisiert
- 2016: „Bodmer Haus“ Wettbewerb auf Einladung, Hochbauamt Kanton Zürich, keine Realisierung
- 2016: „Überbauung Vogelsang“ Wettbewerb auf Einladung, Gemeinnützige Wohnbaugenossenschaft GWG Winterthur, die Umsetzung eines Projekts wurde aufgeschoben
- 2014: Via Maistra Madulain, Vorschlag künstlerisches Zaunobjekt im öffentlicher Raum, Gemeinde Madulain, wegen mangelnder Finanzierung abgebrochen
- 2014: „Grenzübertritt“ Die Entdeckung des Stadtraumes, Kreuzlingen, Auszeichnung aber keine Umsetzung

## Preise (Auswahl)
- 2024: Werkbeitrag Stadt Chur
- 2021: Arbeitsstipendium Stadt Zürich
- 2014: Werkbeitrag Kanton Graubünden
- 2011: Werkbeitrag Kanton Graubünden
- 2009: Premi Cultural
- 2009: Stiftung Horst Rahe
- 2009: Förderpreis des Kantons Graubünden

- 2006: Förderpreis – Kulturpreis der Stadt Chur

## Residencies
- 2023: Atelierstipendium in Rom, Kanton Graubünden
- 2018: Atelierstipendium in Wien, Kanton Graubünden
- 2016: «Kunstluft» Artists-in-Residence Programm, www.kunstluft.ch
- 2015: Atelierstipendium SKK Genua der Stadt Winterthur
- 2015: Atelierstipendium AIR, Thalwil
- 2013: Atelierstipendium akku Uster
- 2010: Atelierstipendium der Stadt Dübendorf
- 2010: Atelierstipendium in Berlin, Kanton Graubünden
- 2009: Atelierstipendium Schloss Werdenberg, Amt für Kultur Kanton St. Gallen